# أونيل دونالدسون
أونيل دونالدسون (بالإنجليزية: O'Neill Donaldson)‏ هو لاعب كرة قدم بريطاني في مركز الهجوم، ولد في 24 نوفمبر 1969 في برمنغهام في المملكة المتحدة. لعب مع أكسفورد يونايتد وستوك سيتي وشروزبري تاون وشيفيلد وينزداي ونادي توركي يونايتد ونادي دونكاستر روفرز ونادي مانسفيلد تاون.

## وصلات خارجية
- أونيل دونالدسون على موقع قاعدة بيانات كرة القدم.إي يو (الإنجليزية)
- أونيل دونالدسون على موقع Soccerbase.com (لاعب) (الإنجليزية)
- أونيل دونالدسون على موقع عالم كرة القدم.نت (الإنجليزية)